# Greg Draper
Greg Draper (13 de agosto de 1989 en Somerset) es un futbolista inglés nacionalizado neozelandés que juega como delantero en The New Saints de Gales.
Representó a Nueva Zelanda en varias ocasiones en los niveles Sub-20 y Sub-23 y llegó a jugar un solo partido con la selección mayor.

## Carrera
Comenzó su carrera en el Canterbury United, donde debutó en 2006. Luego de una temporada con buenos rendimientos, en 2007 fue contratado por el Wellington Phoenix, franquicia que había sido recién fundada para ser representante de Nueva Zelanda en la A-League. Luego de dos años sin conseguir continuidad, pasó al Melbourne Knights en 2009 para luego firmar, ese mismo año, con el Team Wellington, regresando así al Campeonato de Fútbol de Nueva Zelanda. Tras una temporada en la que jugó 16 partidos y convirtió 10 goles, el Basingstoke Town de la Conference South inglesa se interesó en él y lo fichó de cara a la temporada 2010/11. En 2011 dejó el club para jugar en The New Saints, con el que ganó en tres ocasiones la Premier League de Gales y dos Copas de la Liga.

### The New Saints
En junio de 2011 se unió al The New Saints haciendo su debut para el club el 18 de junio en un amistoso de pretemporada contra el Cliftonville. Su debut oficial se produjo el 30 de junio contra el mismo Cliftonville F.C. en un partido de la primera ronda de clasificación de la Europa League, donde entró como suplente en el minuto 74. Marcó su primer gol para el club el 3 de septiembre en un partido de la Premier League de Gales contra el Llanelli, donde anotó el único gol del partido. Terminó la temporada como máximo goleador del equipo y recibió el premio al jugador de la temporada del club.
En la temporada 2017–18, Draper ganó la bota de oro de la Welsh Premier League al terminar como el máximo goleador de la liga con 22 goles terminando como campeón de la Premier League de Gales siendo su séptima liga consecutiva.
La temporada 2018-19, el 12 de agosto anotó un doblete en la victoria 5-1 sobre el Barry Town, volvió a anotar otro tanto en la victoria 6-0 del The New Saints sobre el Carmarthen, después de una racha de 4 partidos consecutivos sin anotar, anotó un gol en la derrota del The New Saints 1-4 ante el Cardiff Metropolitan University FC, anotó su premier hat trick en la victoria 6-1 sobre el Llandudno Football Club correspondiente a la Premier League de Gales y volvió a anotar un triplete en la victoria 6-0 contra el Newtown en la jornada 29 de la Premier League de Gales. Terminó la temporada como máximo goleador de la Premier League de Gales 2018-19 con 27 goles siendo la segunda ocasión en que lo hace y de forma consecutiva. 
En mayo de 2019 firmó una extensión de contrato de dos años con el club.

### Clubes
| Club                            | País          | Año             |
| ------------------------------- | ------------- | --------------- |
| Canterbury United Football Club | Nueva Zelanda | 2006 - 2007     |
| Wellington Phoenix              | Nueva Zelanda | 2007 - 2009     |
| Melbourne Knights               | Australia     | 2009            |
| Team Wellington                 | Nueva Zelanda | 2009 - 2010     |
| Basingstoke Town Football Club  | Inglaterra    | 2010 - 2011     |
| The New Saints Football Club    | Gales         | 2011 - Presente |

### Selección nacional
Representó a Nueva Zelanda en la Copa Mundial Sub-20 de 2007 y en los Juegos Olímpicos de Pekín 2008. Su único partido con la selección absoluta lo jugó en un encuentro válido por la Copa de las Naciones de la OFC 2008 ante Fiyi, que ganaría por 2-0.

#### Partidos y goles internacionales
| Partidos y goles internacionales | Partidos y goles internacionales | Partidos y goles internacionales | Partidos y goles internacionales | Partidos y goles internacionales | Partidos y goles internacionales    | Partidos y goles internacionales |
| #                                | Fecha                            | Estadio                          | Rival                            | Resultado                        | Competición                         | Gol(es)                          |
| -------------------------------- | -------------------------------- | -------------------------------- | -------------------------------- | -------------------------------- | ----------------------------------- | -------------------------------- |
| 2008                             |                                  |                                  |                                  |                                  |                                     |                                  |
| 1                                | 19 de noviembre                  | Churchill Park, Lautoka          | Fiyi                             | 0 – 2                            | Copa de las Naciones de la OFC 2008 |                                  |

## Palmarés
| Título                | Club               | País          | Año     |
| --------------------- | ------------------ | ------------- | ------- |
| OFC Nations Cup       | Selección nacional | Nueva Zelanda | 2008    |
| Campeonato Sub-20 OFC | Selección Sub-20   | Nueva Zelanda | 2011    |
| Preolímpico de la OFC | Selección Sub-23   | Nueva Zelanda | 2012    |
| Copa de Gales         | The New Saints     | Gales         | 2011-12 |
| Premier League        | The New Saints     | Gales         | 2011-12 |
| Premier League        | The New Saints     | Gales         | 2012-13 |
| Copa de Gales         | The New Saints     | Gales         | 2013-14 |
| Premier League        | The New Saints     | Gales         | 2013-14 |
| Copa de Gales         | The New Saints     | Gales         | 2014-15 |
| Premier League        | The New Saints     | Gales         | 2014-15 |
| Copa de Gales         | The New Saints     | Gales         | 2015-16 |
| Premier League        | The New Saints     | Gales         | 2015-16 |
| Premier League        | The New Saints     | Gales         | 2016-17 |
| Premier League        | The New Saints     | Gales         | 2017-18 |
| Premier League        | The New Saints     | Gales         | 2018-19 |
| Copa de Gales         | The New Saints     | Gales         | 2018-19 |

### Títulos individuales
| Título                                                           | Club           | País  | Año  |
| ---------------------------------------------------------------- | -------------- | ----- | ---- |
| Máximo goleador de la Premier League de Gales 2017-18 (22 goles) | The New Saints | Gales | 2018 |
| Máximo goleador de la Premier League de Gales 2018-19 (27 goles) | The New Saints | Gales | 2019 |